# معركة إفسوس (1147)
معركة إفسوس، هي معركة وقعت في 24 ديسمبر 1147، أثناء الحملة الصليبية الثانية. قاوم خلالها الجيش الصليبي الفرنسي بقيادة لويس السابع، هجوم سلاجقة الروم على مشارف مدينة إفسوس.

## المعركة
هاجم السلاجقة الصليبيين في وادي دكرفيوم، على مشارف إفسوس، أثناء استراحتهم. تفاصيل المعركة قليلة، لكن حسب الشاهد اودو من دويل، منعت شجاعة الصليبيين السلاجقة من النجاح.

## النتائج
كانت معركة إفسوس معركة صغرى في الحملة الصليبية الثانية، استمر السلاجقة في الهجوم، وتمكنوا من إلحاق الهزيمة الساحقة بالجيش الصليبي في جبل قدموس في يناير 1148.